# Jacob Bronowski
Jacob Bronowski, född 18 januari 1908 i Łódź i Polen (då en del av Kejsardömet Ryssland), död 22 augusti 1974 i East Hampton, Long Island, New York, var en polsk-brittisk matematiker och historiker. Han är bland annat känd för dokumentärserien The Ascent of Man.
Han var far till historikern Lisa Jardine.